# Paprocie różnozarodnikowe
Paprocie różnozarodnikowe – niewielka grupa paproci cechująca się różnozarodnikowością – wykształcaniem mikrospor i makrospor, w konsekwencji też dwupiennych gametofitów. Włączane są do sztucznej grupy (nie powiązanej filogenetycznie) paprotników różnozarodnikowych (heterosporae). 
Do paproci różnozarodnikowych należą przedstawiciele rzędu salwiniowców Salviniales obejmującego salwiniowate i marsyliowate. Zdarza się także, że w warunkach niesprzyjających (głodowych) u paproci normalnie wykształcających obupłciowe gametofity, rozwijają się na nich tylko plemnie. Odwrotnie w podobnych warunkach u salwiniowców mogą wykształcić się z kolei gametofity obupłciowe. 